# Technomyrmex kraepelini
Technomyrmex kraepelini es una especie de hormiga del género Technomyrmex, subfamilia Dolichoderinae. Fue descrita científicamente por Forel en 1905.
Se distribuye por Borneo, Brunéi, Indonesia, Laos, Malasia, Filipinas, Singapur y Tailandia, Guam, islas Marshall, Micronesia y Palaos. Se ha encontrado a elevaciones de hasta 1010 metros. Vive en microhábitats como la hojarasca y en arroyos.